# فرامدل

نمونه ای از یک نقشه زمین شناسی اطلاعات فرامدل با چهار نوع از فرا-شی و خود-مرجع آنان است.

یک فرامدل  یا جانشین مدل یک مدل از یک مدل و فرامدل سازی فرایند تولید چنین فرامدلی است. بنابراین فرامدل سازی تجزیه و تحلیل ساخت و ساز و توسعه از فریم قوانین محدودیت های مدل ها و نظریه های قابل اجرا و مفید برای مدل سازی یک کلاس از پیش تعریف شده از مشکلات است. همانطور که از نام آن پیداست این مفهوم در مورد مفاهیم متا و مدلسازی در مهندسی نرم‌افزار و مهندسی سیستم. فرامدل ها در بسیاری از انواع  هستند و برنامه های متنوعی را شامل میشوند.

## بررسی اجمالی
یک فرامدل  یا جانشین مدل یک مدل از این مدل یعنی یک مدل ساده از یک مدل واقعی از یک مدار سیستم یا نرم‌افزار مانند نهاد است. فرامدل می تواند یک  ارتباط ریاضی یا الگوریتم به نمایندگی از ورودی و خروجی روابط باشد. یک مدل یک انتزاع از پدیده ها در جهان واقعی است; فرامدل  در عین حال یکی دیگر از انتزاع برجسته خواص خود مدل  را نشان میدهد. یک مدل مطابق با فرامدل آن است به این شکل که یک برنامه کامپیوتری مطابق با دستور زبان از زبان های برنامه نویسی که در آن نوشته شده است. انواع فرامدل ها شامل معادلات چند جملهای های شبکه عصبی ، کریجینگ ، "فرامدل سازی" ساخت و ساز از یک مجموعه از "مفاهیم" (همه چیز, نظر, و غیره.) در دامنه های خاص. فرا مدل سازی به طور معمول شامل مطالعه خروجی و ورودی روابط و پس از آن اتصالات مناسب فرامل سازی به نمایندگی از این رفتار است. 
به دلیل وجود "فرا"  در فرامدل سازی هر دو جنبه ی عمل و تئوری متا مدل سازی مرتبط با فرا دانش ، فرافلسفه، فرا تئوری و فراسامانه هاست. این مفهوم می تواند  در ریاضیات و  برنامه های کاربردی در علوم کامپیوتر و مهندسی کامپیوتر/مهندسی نرم‌افزار مفید باشد. دومی در حال تمرکز اصلی این مقاله است.

## موضوعات

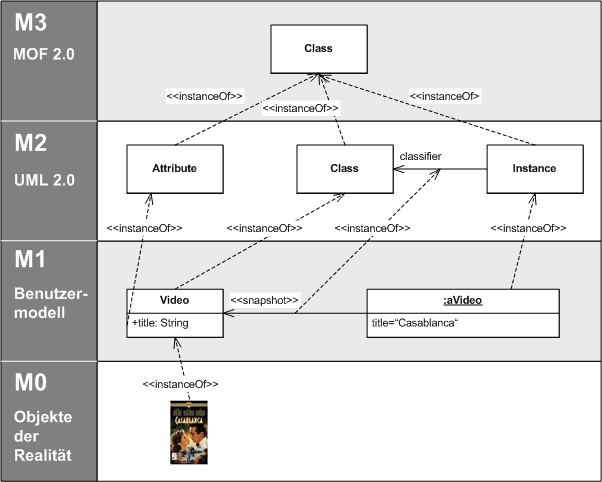
Meta-شی

مدل مرجع کسب و کار

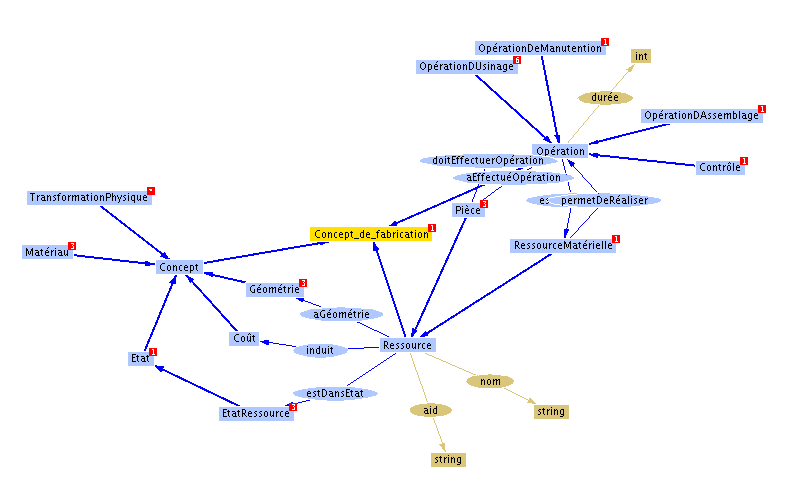
مثال از یک آنتولوژی

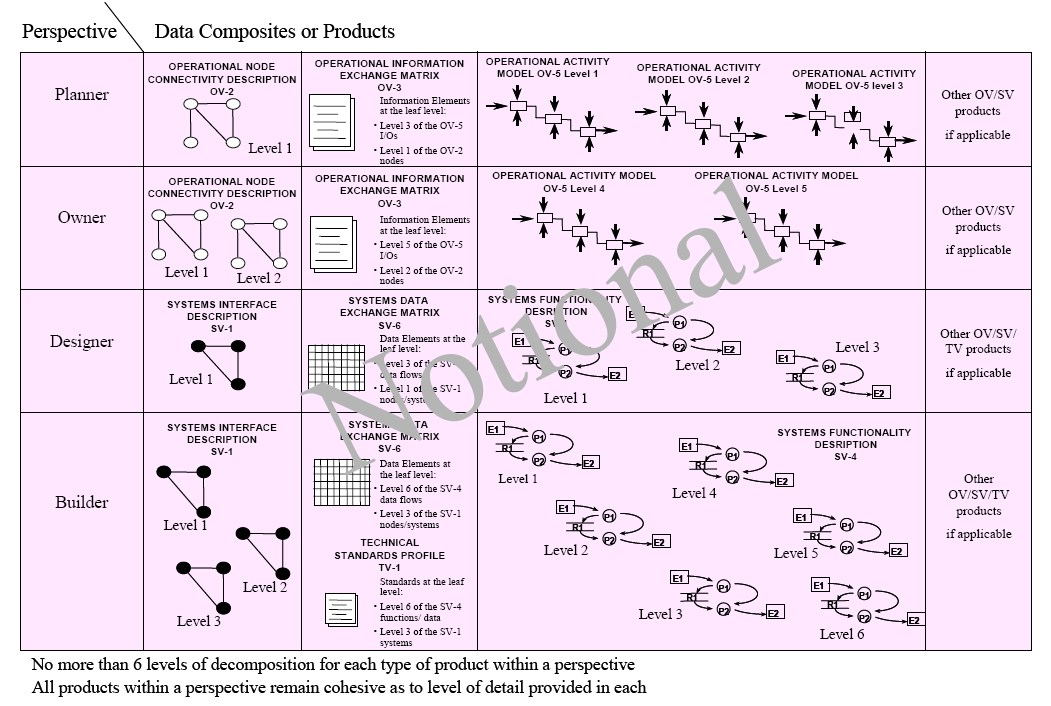
یک فرامدل DoDAFl.

### تعریف
در مهندسی نرم‌افزار استفاده از مدل ها جایگزینی برای  توسعه ی کد محور است. یک مدل همیشه مطابق  یم فرامدل منحصر به فرد است.  در حال حاضر یکی از فعال ترین شاخه های مهندسی مدل-رانده ، معماری مدل-رانده است که توسط OMG پیشنهاد شده است.

### مدل سازی فراداده
مدل سازی فراداده یک نوع فرامدل سازی مورد استفاده در مهندسی نرم‌افزار و مهندسی سیستم برای تجزیه و تحلیل و ساخت مدل های قابل استفاده   است. همچنین  برخی از کلاس پیش تعریف مشکل شده مفید است . (همچنین ببینید: مدل سازی داده ها).

### مدل تحولات
یکی از حرکات مهم در مهندسی مدل-رانده،استفاده  سیستماتیک از مدل تحول زباناست. OMG یک استاندارد بدین منظور پیشنهاد کرده که QVT نام دارد. QVT بر اساس تسهیلات متا-شی است. در میان بسیاری دیگر از مدل تحول زبان (MTLs) برخی از نمونه هایی از پیاده سازی این استاندارد در حال حاضر AndroMDA ،VIATRA، Tefkat، MT، ManyDesigns Portofino هستند.

### ارتباط با هستی شناسی
متامدل  ها بسیار به هستی شناسی نزدیک هستند. هر دو اغلب  برای توصیف و تجزیه و تحلیل روابط بین مفاهیم مورد استفاده قرار میگیرند
- هستی شناسی: بیان چیزی معنی دار در یک محدوده مشخص شده جهان یا دامنه گفتمان با استفاده از یک دستور برای استفاده از واژگان است. دستور زبان مشخص می کند آنچه در آن به معنی به خوبی شکل گرفته است, بیانیه, تاکید, پرس و جو, و غیره. (رسمی و محدودیت های مورد نظر در این آنتولوژی را کنترل واژگان را می توان با هم استفاده می شود.[۴]
- فرا-مدل سازی: می توان به عنوان یک توضیح صریح (ساختار و مقررات) از چگونگی ساخت یک مدل بیان شود که شامل یک رسمی مشخصات دامنه خاص نمادهای. به طور معمول metamodels هستند و همیشه باید دنبال یک قانون سخت تنظیم شده است.[۵] "یک فرامدل معتبر یک هستی شناسی است, اما هر هستی شناسی الزاماً یک فرامدل نیست".

### انواع فرامدل ها
برای نرم‌افزار مهندسی چندین نوع از مدل ها (و فعالیت های مربوط به آنها) را می توان مشخص کرد:
- فراداده مدلسازی (فراداده مدل)
- فرا-مدلسازی فرایند (فرا-فرآیند مدل)
- اجرایی فرا-مدل سازی (ترکیب دو مدل بالا )
- مدل تحول زبان (پایین را ببینید)
- فرامدل های چند جمله ای [۶]
- فرامدل های شبکه عصبی
- فرامدل های کریجینگ

### باغ وحشی از فرامدل ها
کتابخانه ای که از فرا مدل های مشابه تشکیل شده است، باغ وحش فرامدل نامیده میشود.
انواع مختلفی از باغ وحش فرامدل وجود دارد برخی از آنها  در ECore بیان شده است. 